# Лютоцин (гмина)
Лютоцин (пол. Lutocin) — сельская гмина (волость) в Польше, входит как административная единица в Журоминский повет, Мазовецкое воеводство. Население — 4656 человек (на 2004 год).

## Демография
| Перепись                       | Всего   | Всего | Женщины | Женщины | Мужчины | Мужчины |
| ------------------------------ | ------- | ----- | ------- | ------- | ------- | ------- |
| Единицы                        | человек | %     | человек | %       | человек | %       |
| Население                      | 4656    | 100   | 2348    | 50,4    | 2308    | 49,6    |
| Плотность населения (чел./км²) | 36,9    | 36,9  | 18,6    | 18,6    | 18,3    | 18,3    |

## Соседние гмины
1. Гмина Бежунь
2. Гмина Любовидз
3. Гмина Росцишево
4. Гмина Скрвильно
5. Гмина Журомин